# Moskalenki (obwód omski)
Moskalenki (ros. Москаленки) – osiedle typu miejskiego w Rosji, w obwodzie omskim, ośrodek administracyjny rejonu moskaleńskiego. W 2010 liczyło 9306 mieszkańców.